# Félix-Marie Abel
Félix-Marie Abel (29 de desembre de 1878 - 24 de març de 1953) va ser un arqueòleg francès, geògraf i professor de l'Escola Bíblica de Jerusalem. Sacerdot dominic, va ser un dels estudiosos de la Bíblia més destacats al final de l'era otomana i l'època del mandat britànic. La seva obra "és encara avui l'autoritat sobre les fonts gregues per a Palestina", segons Benedict Thomas Viviano.

## Biografia
Abel va néixer a Saint-Uze, al departament de Drôme, el 29 de desembre de 1878. Va ser educat al Seminari Preparatori de València. Va ser ordenat l'1 de febrer de 1897 a Sant Maximí. El 1897 va arribar a Jerusalem per estudiar a l'École Biblique fundada per Marie-Joseph Lagrange; Lagrange l'havia anat a buscar per ajudar-lo a tenir "una comprensió clara de l'entorn físic i del marc cultural de la Bíblia". Abel es va graduar el 1900. El 1905 esdevingué professor a l'École Biblique i ensenyava Història de l'Església, grec, topografia, arqueologia i copte, fins que va morir, el 1953. A partir de 1906, també va fer de guia de viatges bíblics per Palestina, Fenícia i Síria.

## Obres
Va publicar diversos estudis en diverses disciplines: lingüística, geografia i història. La seva Grammaire du Grec Biblique és una gramàtica del grec bíblic (1927). Precedit d'un volum sobre Palestina a la sèrie de guies de viatge Guide Bleu, la seva Geografia de Palestina (París, 1933–1938) tracta la geografia política, històrica i física des dels temps més remots fins al període romà d'Orient. El llibre consta de dos volums, el primer de geografia física i el segon de geografia històrica. L'estudi recolza, per exemple, la teoria de William Francis Lynch que els essenis vivien en un conjunt de petites coves directament sobre Ein Guedi (que Lynch havia visitat el 1848), una teoria desacreditada després per la investigació.
La qualitat topogràfica de la seva obra va ser força influent: segons Jerome Murphy-O'Connor, "Els deu mapes que va preparar han servit com a font principal, però sovint no reconeguda, de molta identificació topogràfica posterior". El 1952 va publicar Història de Palestina, de la conquesta d'Alexandre fins a la guerra jueva i Història de Palestina: de la guerra jueva fins a la invasió àrab, una història completa. També va editar i traduir el Llibre de Josuè per a l'edició de la Bíblia de l'École Biblique, va traduir els Llibres dels Macabeus i va identificar diversos llocs de batalla de la revolta dels Macabeus i altres llocs relacionats amb la dinastia asmonea.
Va col·laborar amb articles a la Revue Biblique i a l' Enciclopèdia Catòlica.
Amb Louis-Hugues Vincent va publicar una sèrie d'obres, la més famosa de les quals són els tres volums d'estudis topogràfics, arqueològics i històrics sobre la ciutat de Jerusalem. Van treballar conjuntament també a les excavacions d'Emaús, a la recerca de la Cova dels Patriarques d'Hebron i a l'Església de la Nativitat. Amb Savignac va argumentar que les restes arqueològiques sota la basílica de Sant Esteve de Jerusalem, que acull l'École Biblique, eren les de la basílica construïda per l'emperadriu Eudòcia al segle V dC, però no que aquest fos també el lloc de la lapidació d'Esteve protomàrtir.